# Frederic Cayley Robinson
Frederic Cayley Robinson (Brentford, 18 agosto 1862 – Londra, 4 gennaio 1927) è stato un pittore inglese, decoratore e illustratore.
Robinson è noto in particolare per la serie di affreschi intitolata "Acts of Mercy", realizzata nel Middlesex Hospital.

## Biografia
Frederic Cayley Robinson, figlio di un agente di cambio, nacque a Brentford, sobborgo della zona occidentale di Londra. Da bambino fu portato a Pau, nella Francia meridionale, presso i Pirenei, dove frequentò il Liceo Louis-Barthou. Rientrato con la famiglia in Inghilterra, e notata la sua inclinazione per il disegno e la pittura, venne iscritto dapprima alla "Saint John's Wood School of Art", per poi frequentare la scuola della Royal Academy of Arts.
Per completare la sua formazione artistica, Robinson si trasferì quindi a Parigi, dal 1891 al 1894, e seguì i corsi dell'Académie Julian negli atelier di William Bouguereau e di Gabriel Ferrier.
Fu in quegli anni e in quell'ambiente di artisti che egli maturò una grande ammirazione per Pierre Puvis de Chavannes, Paul Gauguin e per l'Arte giapponese. L'opera di Puvis de Chavannes, in particolare, avrà una profonda influenza sulla sua pittura e lungo tutta la sua vita.
Visitò anche Firenze, per studiare Giotto, Andrea Mantegna e Michelangelo, e scoprì la tecnica della pittura a tempera. Tornò in seguito a Parigi, dove rimase dal 1902 al 1906. Dal primo anno del nuovo secolo, inoltre, la sua tecnica si arricchì: Robinson imparò a lavorare sull'intonaco, a carboncino, ad olio, con l'acquarello, la tempera, il pastello, ecc., aumentando così le sue possibilità espressive.
Nel 1915 la Galleria nazionale d'Irlanda e il Middlesex Hospital gli commissionarono degli affreschi che costituiscono a tutt'oggi le opere decorative meglio riuscite dell'arte britannica. Robinson terminò le sue decorazioni nel 1920. Si cimentò anche nelle illustrazioni di libri e ideò scene e costumi teatrali.
Fu membro della "Società dei pittori a tempera", del "New English Art Club" e della "Royal Watercolour Sociey".
Dai suoi quadri emanano quasi sempre evidenti echi simbolisti, ma il loro significato è generalmente implicito, riservato, e crea un'aura di mistero e di ambiguità.
Robinson morì a Londra, all'età di 65 anni.

## Mostre
Cayley Robinson espose con regolarità alla Royal Academy of Arts e alla Society of British Painters.

Nel 2010, la National Gallery allestì una mostra, curata da Robert Upstone nella Sunley Room, nella quale erano presenti sei lavori di Cayley Robinson, inclusi quattro pannelli della serie degli Acts of Mercy. La mostra rimase aperta dal 14 luglio al 17 ottobre.

## Galleria d'immagini

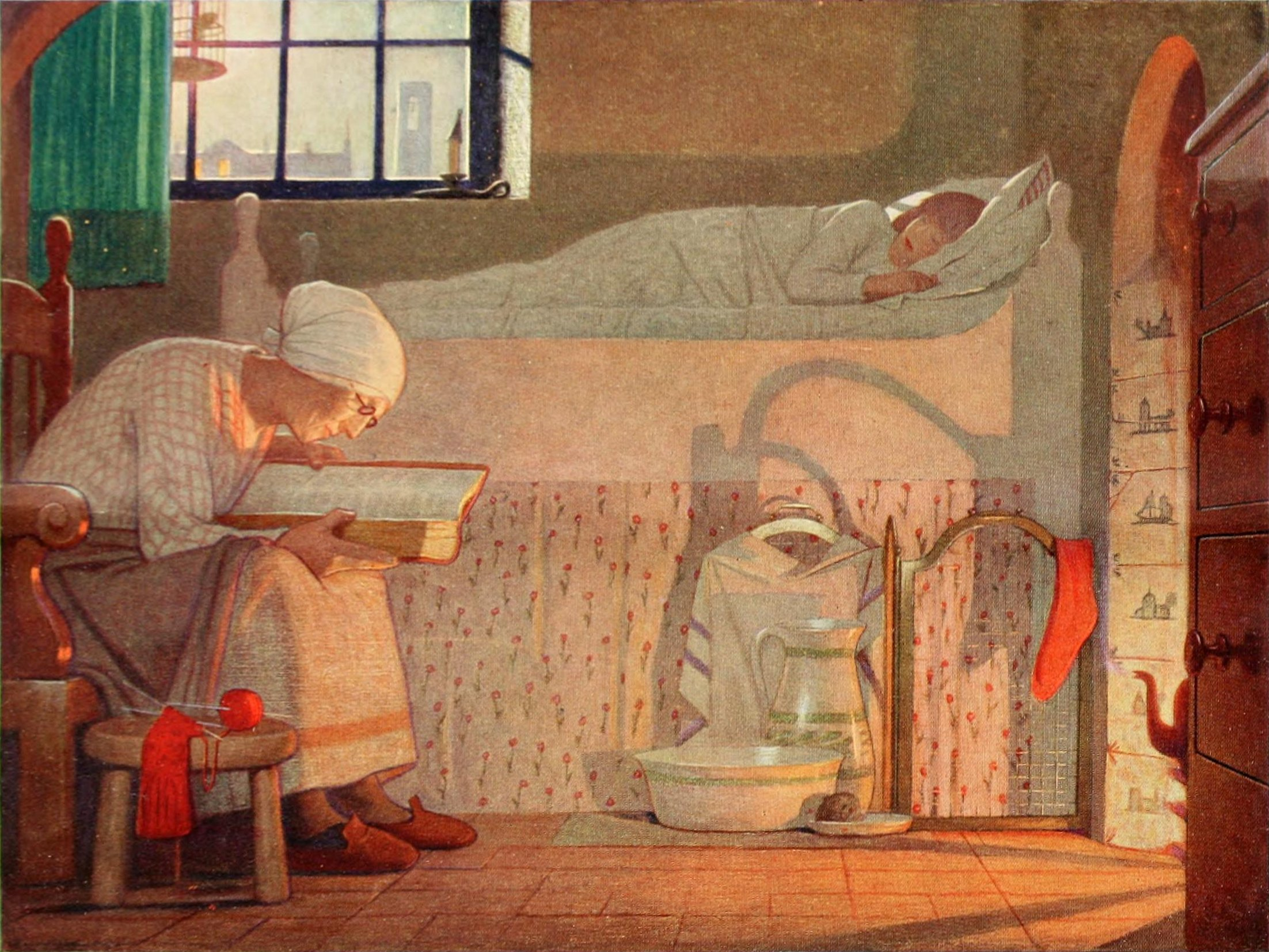
Il Mondo
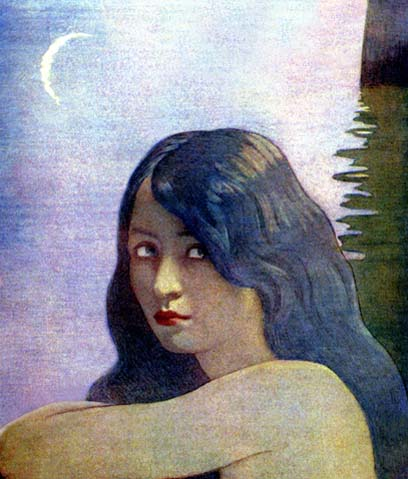
Ritratto
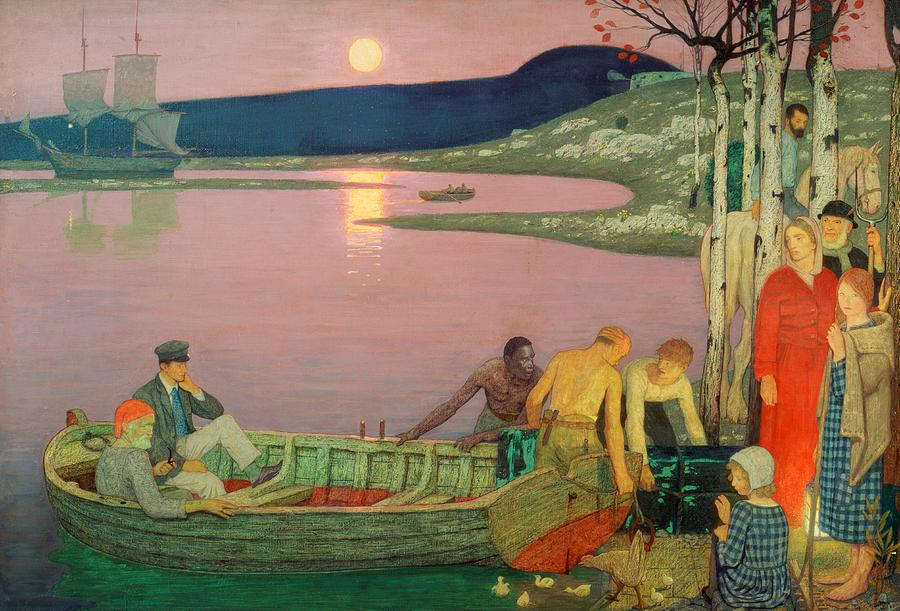
Il richiamo del mare
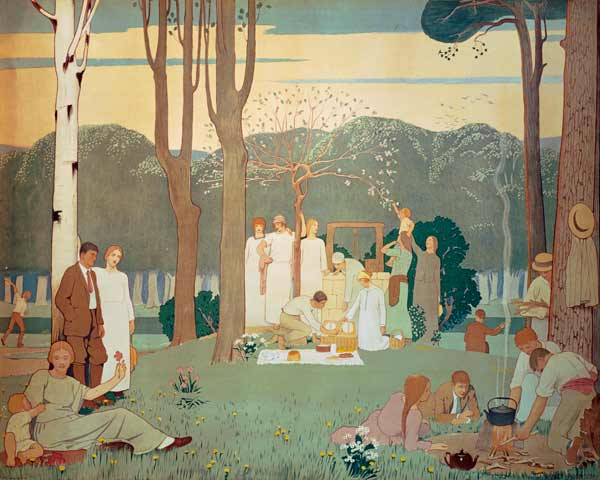
Il Picnic
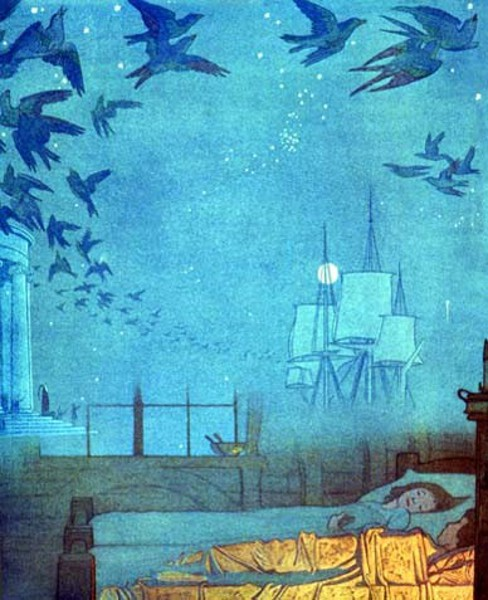
La nave dei sogni

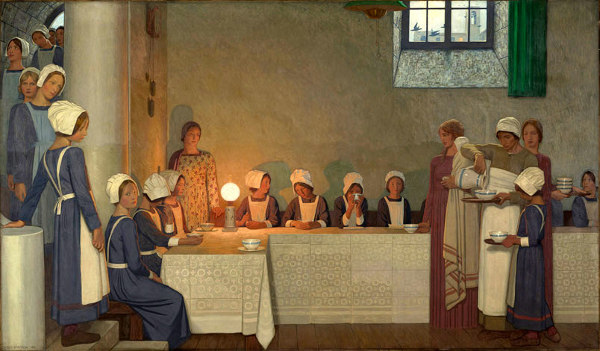
Acts of Mercy: Orfani
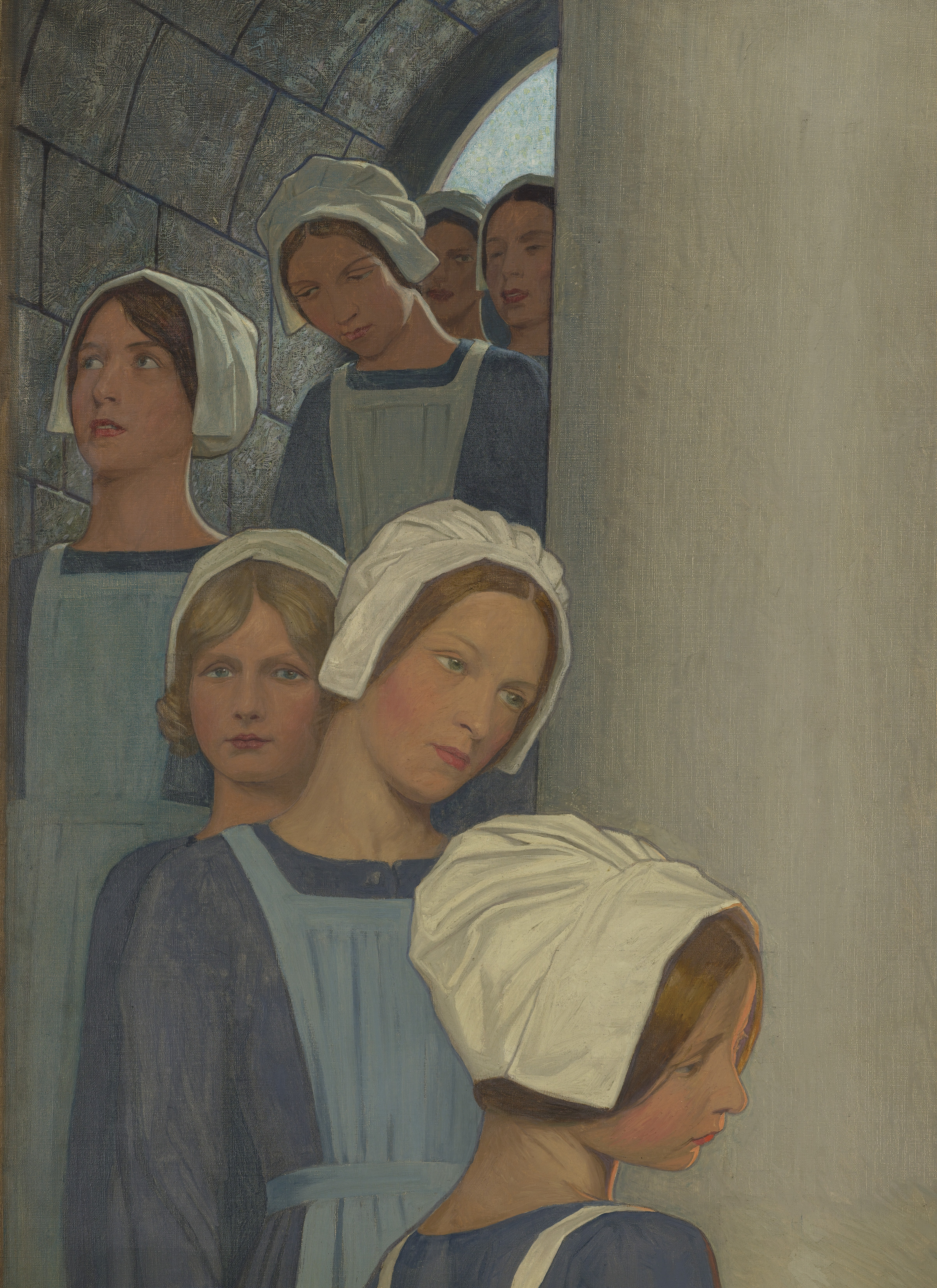
Orfani 1 (dett.)
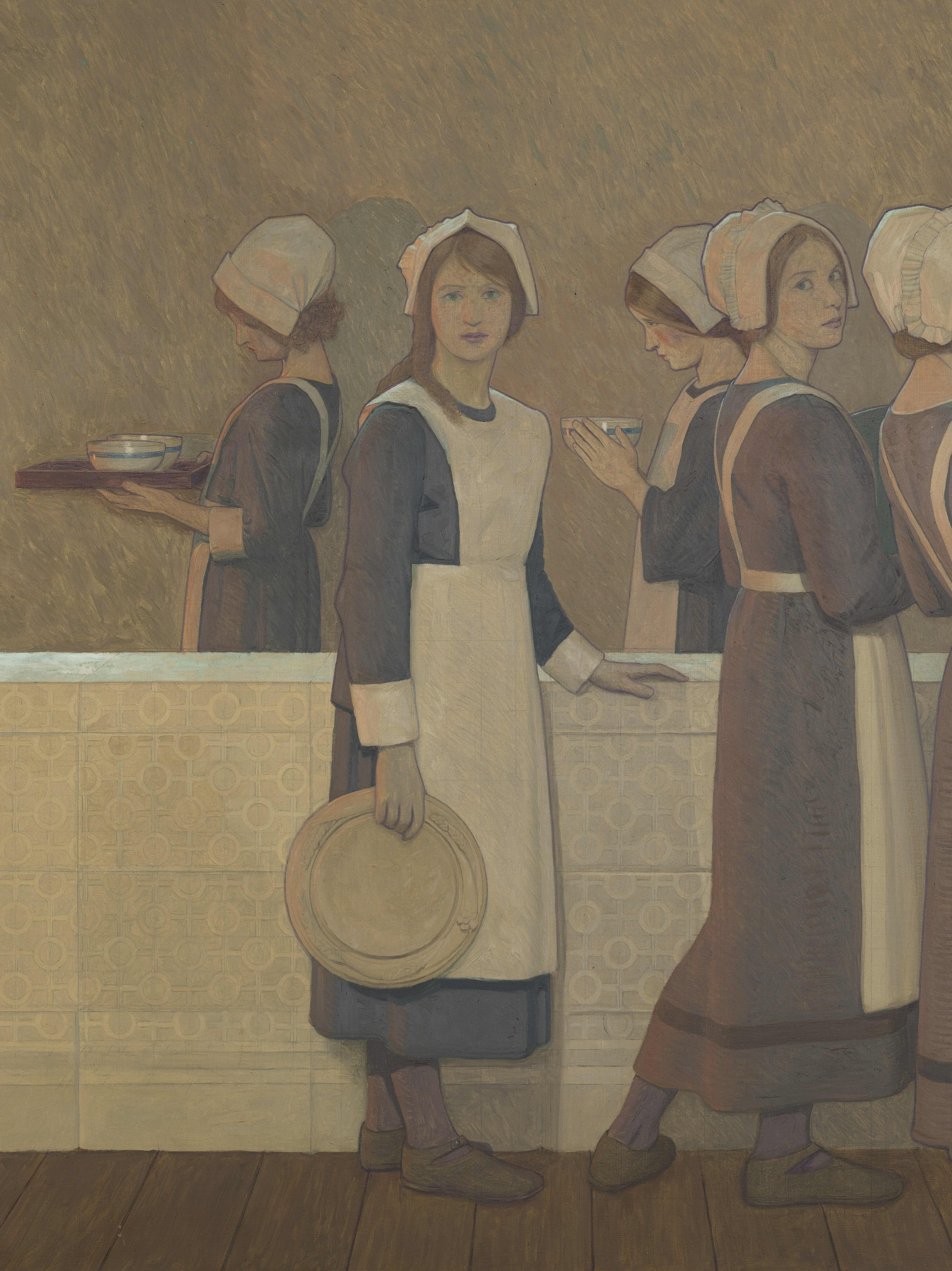
Orfani 2